# Moschea Sidi Ali Ben Ziyad
La moschea di Sidi Ali Ben Ziyad (arabo: مسجد سيدي علي بن زياد) era una moschea tunisina situata a ovest della medina di Tunisi, oggi non più esistente.

## Localizzazione
La moschea era situata in via Sidi Ali Ben Ziyad, dietro Dar El Bey.

## Etimologia
Prende nome da Sidi Ali ibn Ziyad, un giureconsulto dell'Ifriqiya e imam malikita.

## Storia
Secondo lo storico Mohamed Belkhodja, Sidi Ali ibn Ziyad morì nel 799 e fu sepolto in questa moschea, il che significa che esisteva nel IX secolo.